# Friedrich Christian Rühlmann
Friedrich Christian Rühlmann (geboren 1753 in Glaucha bei Halle; gestorben 1. April 1815 in Hannover) war ein deutscher Pädagoge und Direktor des Altstädter Lyceums in Hannover.

## Leben
Friedrich Christian Rühlmann wirkte nach seiner Ausbildung zunächst als Konrektor an der Schule in Minden. Im März 1781 übernahm er – als Nachfolger von Heinrich Philipp Sextro – die Leitung  des hannoverschen Lyceums, in das er am 3. Mai 1782 als Rektor eingeführt wurde. Nach dem Tod von Julius Bernhard Ballenstedt leitete er von 1784 bis 1815 das Lyceum als Direktor.
1797 war Rühlmann gemeinsam mit dem Hofmedicus Ludewig Mensching Gründer der Naturhistorischen Gesellschaft Hannover.
Schon im Jahr 1800 gab Rühlmann aus seinem Nachlass einen Neuen Volkskalender heraus.
Rühlmann war Büchersammler und hinterließ neben einer Sammlung von Büchern auch solche mit Landkarten, Plänen, Rissen und dergleichen, die postum 1816 zur Versteigerung gelangten.

## Schriften
- Ad audiendas duas orationes aditiales quibus novus lycei Hannoverani rector Jacobus Struus ac subconrector Henr. Jul. de Spreckelsen... publice munus auspicabuntur... invitat Frider. Christianus Ruehlmann... Praemittitur commentatio de vitiis et veterum et recentiorum scholarum (9 sept. 1784). Hannoverae : impr. G. C. Schlueter, 1784; Digitalisat der Staats- und Universitätsbibliothek Göttingen (SUB)
- Neue Beyträge zur Geschichte der Altstädter Schule in Hannover : unter deren Mittheilung zu der den 6ten Sonntag nach Trinitatis einfallenden funfzigjährigen Amtsjubelfeier des ... Herrn Gabriel Heinrich Pollmann Senior des Stadt-Ministeriums und treuverdienten Prediger bei der Kirche St. Jacobi und Georgii allhier und bei dieser Feierlichkeit ... den 23ten Julii 1786 ... zu haltenden lateinischen Rede gehorsamst einladet / Friedrich Christian Rühlmann, Director der Altstädter Schule, Hannover, gedruckt bei Georg Christ. Schlüter, 1786; Digitalisat über die SUB
- Kurze Nachricht von der gegenwärtigen Einrichtung der Lehrstunden in der großen Schule der Altstadt Hannover : welche zur nähern Einsicht aller hohen Gönner und Beförderer derselben bekannt machet und zugleich zur geneigten Anhörung der Abschiedsreden acht hoffungsvoller Jünglinge welche den 29sten März ... gehalten werden sollen gehorsamst und ergebenst einladet Friedrich Christian Rühlmann Director dieser Schule, Hannover: Pockwitz, 1787; Digitalisat der SUB
- Anzeige einiger Veränderungen bey dem altstädtischen Lyceum in Hannover bey der feyerlichen Einführung eines neuen Lehrers und Rectors Herrn Johann Heinrich Just Köppen am 31ten Oct. 1791, Hannover: gedruckt bey G. C. Schlüter, [1791]; Digitalisat der Bayerischen Staatsbibliothek
- De Studio Geographico In Scholis Recte Instituendo Dissertatio : Qua Ad Audiendam Orationem Aditialem Novi Rectoris Lycei Hannoverani ... Joannis Christiani Henrici Krause Antea Professoris Ac Rectoris Jeverani A.D. XVIII. Maii MDCCLXXXXII. ... In Auditorio Lycei Maiore Eo Quo Par Est Officio Invitat Fridericus Christianus Rühlmann Lycei Director, Hannoverae: Schlüter, 1792; Digitalisat der SUB
- Programmata ab a. 1772 ad a. 1795 privato studio collecta / Lud. Guil. Ballhorn; Joh. Dan. Schumann; Julius Bernh. Ballenstedt; Friedrich Christian Rühlmann
- Neuer Volkskalender oder Beiträge zur nützlichen, lehrreichen und angenehmen Unterhaltung. 1800. Neuer Volkskalender auf das Jahr 1800, Hannover, im Verlage der Gebrüder Hahn, [1800]
- Fortgesetzte Nachricht von der Geschichte des Lycei der Altstadt Hannover und dem Unterrichte auf demselben, wodurch zu der feyerlichen Einführung eines neuen Subconrectors oder Lehrers der dritten Classe, Herrn Johann Wilhelm Bernhard Tegetmeier, welche auf den 28ten October 1793. im großen Hörsaale der ersten Classe festgesetzt ist, gehorsamst einladet Friedrich Christian Rühlmann Director des Lycei, Hannover: Schlüter, 1793; Digitalisat der Staats- und Universitätsbibliothek Göttingen
- Memoriam Trivm Virorvm Illvstrivm De Hanovera Meritissimorvm Commendat Ac Simvl Ad Avdiendam Orationem, Qva Novvs Lycei Hanoverani Rector, Dr. Fridericvs Christianvs Kirchhof D. V. Avgvsti MDCCCVI. Hora X. Ante Meridiem In Avditorio Lycei Maiore Mvnvs Svvm Avspicabitvr, Observantissime Invitat Fridericvs Christianvs Rühlmann Lycei Director, Schulprogramm des Lyceums, Hanoverae: Operis Schlueteri, 1806
- Ueber das Glück, welches dem Hannoverischen Lande aus der näheren Verbindung mit Großbritannien zu Theil geworden : eine Rede am hundertjährigen Jubelfeste der Thronbesteigung des Hauses Kurbraunschweig in Großbritannien am 12. August 1814, Hannover: Hahn, 1814
- Großbritanniens erhöhete Macht und blühender Wohlstand unter den Königen aus dem Hause Churbraunschweig : Eine Einladungsschrift zu der am 12ten August eintretenden hunderjährigen Jubelfeyer der Succession ... und zugleich ...geburtstagfestes Seiner Königlichen Hoheit des Prinzen Regenten von Großbritannien, ...gehalten werden, Hannover: Schlüter, 1814